# K.K. (譯者)
K.K.（1976年10月25日—），又名譯者K.K.，是臺灣的一個譯者，畢業於國立臺灣大學心理系，曾擔任過臺灣大學卡通漫畫研究社社長。

## 人物介紹
黃牧仁，筆名K.K.。1999年，黃牧仁完成首部譯作《兒童到青少年期的友誼發展》（英文翻譯），此後主要以K.K.名義從事漫畫、輕小說之日文翻譯，主要翻譯著作有《星界的紋章》、《星界的戰旗》、《奇諾之旅》（第20-23卷）等。

黃牧仁曾任職於臺北市政府資訊局，2011年參與創辦臺北市政府免費Wi-Fi「臺北公眾區免費無線上網」（Taipei Free），跟產官學界人士合作，打造全臺北市的公共免費Wi-Fi服務；並負責檢修Wi-Fi熱點問題，天天帶分析儀檢修連不上線等問題，有「Taipei Free創辦人」、「Wi-Fi檢修一哥」之稱號。2016年，於臺北捷運松山新店線推動臺灣首發之捷運列車Wi-Fi服務「捷運Wi-Fi 230」，以臺北市政府資訊局虛擬代言人230作為形象代言。

## 翻譯著作
- 《兒童到青少年期的友誼發展》
- 《地雷震》小說版
- 《星界的紋章》Ⅰ-Ⅲ
- 《星界的戰旗》Ⅰ-Ⅳ
- 《名偵探柯南電影版大全集》
- 《空想科學大戰》
- 《鼻毛真拳》（第1-19冊）
- 《魔導具事典》
- 《機動戰士Z鋼彈》小說版（第3-5冊）
- 《星之聲》小說版（尖端出版，已絕版）
- 《星界的斷章》Ⅰ
- 《翼神世音》
- 《魔法人力派遣公司》
- 《歌劇系列》
- 《惡之娘系列》
- 《發條精靈戰記 天鏡的極北之星》
- 《向森之魔物獻上花束》
- 《水木茂的日本神怪圖鑑》
- 《槍械魔法異戰》
- 《奇諾之旅》（第XX-XXIII卷）
- 《今天開始靠蘿莉吃軟飯！》
- 《三千世界的英雄王》
- 《艾梅洛閣下II世事件簿》
- 《轉生為豬公爵的我，這次要向妳告白》
- 《除了我之外，你不准和別人上演愛情喜劇》
- 《異世界漫步》
- 《餘命一年的我，遇見了餘命半年的妳》
- 《餘命99天的我，遇到了看得見死亡的妳》
- 《餘命88天的我，遇到了同日死亡的妳》
- 《奇世界大縱走：救援者尤里的迷界手帳》

## 外部連結
- 譯者K.K.的輕小說人生 （页面存档备份，存于）